# Meyrickella torquesauria
Espèce
Meyrickella torquesauria est une espèce d'insectes lépidoptères (papillons) de la famille des Erebidae.

## Distribution
Elle est originaire du Queensland et de la Nouvelle-Galles du Sud en Australie.

## Description
Il a une envergure de 20 mm.

## Biologie
Sa chenille se nourrit sur Callitris columellaris.